# Гейзер, Йозеф
Герхард Йозеф Антон Мария Гейзер (нем. Gerhard Joseph Anton Maria Geyser; 16 марта 1869, Эркеленц — 5 апреля 1948, Зигсдорф) — немецкий философ, представитель метафизического реализма; защитил докторскую диссертацию по философии в Бонне в 1898 году; в 1904 стал профессором в Мюнстере, а с 1911 являлся полным профессором в Мюнстере, Фрайбурге (1917) и Мюнхене (1924). Исследовал неокантианскую идеалистическую философию и феноменологию Эдмунда Гуссерля.

## Биография
Йозеф Гейзер родился 16 марта 1869 года в Эркеленце; он был старшим из четырех детей в семье учителя средней школы Карла Гейзера (1838—1904) и его жены Франциски Гейзера (в девичестве — Винтер, 1836—1923). Окончив школу, Йозеф стал студентом и в 1898 году защитил диссертацию в Бонне, став доктором наук. В 1904 году он стал экстраординарным профессором в университете Мюнстера; в 1911 году он получил позицию полного профессора в том же ВУЗе. Во время Первой мировой войны, в 1917 году, он перешёл в университет Фрайбурга, а в 1924 — уже в Веймарской республике — стал полным профессором в Мюнхенском университете.
Гейзер был представителем Philosophia perennis («вечной философии»), взгляды которого были тесно связаны с онтологией философом Николая Гартмана. Труды Гейзера получили международное признание ещё при жизни их автора — об этом свидетельствовал двухтомник «Philosophia Perennis», изданный в 1930 году в связи с празднованием его шестидесятилетия: в сборнике содержались 68 работ германских и зарубежных ученых. Работы самого Гейзера были посвящены анализу неокантианской идеалистической философии и феноменологии Эдмунда Гуссерля. Он также исследовал и метафизическое представление о Боге основоположника философской антропологии Макса Шелера, развив «логически продуманное представление о мире».

## Работы
- Grundlegung der empirischen Psychologie, 1902
- Naturerkenntnis und Kausalerkenntnis, 1906
- Lehrbuch der Philosophie, 1908
- Die Seele und Ihr Verhältnis zum Bewusstsein und zum Leibe, 1914
- Allgemeine Philosophie des Seins und der Natur, 1915
- Neue und alte Wege der Philosophie. Eine Erörterung der Grundlagen der Erkenntnis im Hinblick auf Edmund Husserls Versuch ihrer Neubegründung., Münster i. Westf, Verlag von Heinrich Schöningh, 1916
- Die Erkenntnistheorie des Aristoteles, 1917
- Über Wahrheit und Evidenz., Freiburg i. Breisgau, Herdersche Verlagshandlung, 1918
- Grundlegung der der Logik und Erkenntnistheorie, 1919
- Erkenntnistheorie, 1922
- Einige Hauptprobleme der Metaphysik, 1923
- Augustin und die phänomenologische Religionsphilosophie der Gegenwart, 1923
- Max Schelers Phänomenologie der Religion, Freiburg 1924
- Auf dem Kampffelde der Logik, 1926
- Das Prinzip vom zureichenden Grunde, 1930
- Das Gesetz der Ursache, 1933
- Das philosophische System von Joseph Geyser. Eigene Gesamtdarstellung. (=Deutsche systematische Philosophie nach ihren Gestalten). Sonderausgabe aus Band 2., Berlin, Junker und Dünnhaupt, 1934

## Семья
Йозеф Гейзер был женат на Элизабет Гейзер (в девичестве — Беккер, 1874—1942) — дочери боннского живописца и гравера Карла Леонхарда Беккера (1843—1917) и Франциски Берке. В семье Гейзер родилась дочь — федеральный судья Мария Элизабет Гейзер (1912—2008).